# 대한로봇스포츠협회
사단법인 대한로봇스포츠협회(KRSA, Korea robot Sports Association)는 1999년 11월 15일 설립허가된 대한민국 미래창조과학부 소관의 사단법인이다. 본부는 한국과학기술원(KAIST) 내에 있다.

## 연혁
- 1999년 : 과학기술부 산하 (사)대한로봇축구협회(KRSA, Korea robot Soccer Association) 등록
- 2017년 : 협회명을 (사)대한로봇스포츠협회(KRSA, Korea robot Sports Association)로 변경

## 주요 업무
- 국제로봇올림피아드(IRO) 기획 및 운영
- 로봇축구대회(FIRA) 기획 및 운영
- 드론아이디어경진대회 기획 및 운영
- 각종 로봇 스포츠 대회 기획 및 운영
- 교육기관 인증 - IRO 인증교육기관 바로가기 보관됨 2018-10-23 - 웨이백 머신
- 학술대회, 교육프로그램, 강연회, 저널 및 관련 서적 발행 등의 활동을 통한 과학기술대중화에 기여함을 목적

## 공식 홈페이지
- 대한로봇스포츠협회 홈페이지
- 국제로봇올림피아드 공식 홈페이지 영문
- 국제로봇올림피아드 공식 홈페이지 국문 보관됨 2017-04-06 - 웨이백 머신